# دوري كرة القدم الألباني الدرجة الأولى 1930
دوري كرة القدم الألباني الدرجة الأولى 1930 هو موسم من دوري كرة القدم الألباني الدرجة الأولى ‏. أشرف على تنظيمه اتحاد ألبانيا لكرة القدم، وفاز فيه FK Tomori Berat ‏.